# I'll Still Kill
I'll Still Kill (ribattezzato I Still Will per evitare un titolo violento) è un brano musicale del rapper statunitense 50 Cent, estratto come quinto singolo dal suo terzo album studio Curtis il 6 novembre 2007 e prodotto dal produttore statunitense DJ Khalil. Al brano collabora il cantante senegalese Akon. Il video musicale del brano è stato diretto da The Jessy Terrero, ed è stato presentato il 2 novembre 2007.

## Tracce
Vinile Interscope Records – INTR-12305-1
Lato A
1. Still Will (Clean) - 3:45
2. Still Will (Instrumental) - 3:39
3. Still Will (Acapella) - 3:45

Lato B
1. I Still Kill (Dirty) - 3:45

CD singolo Shady Records – 00602517551206
1. Still Will
2. Curtis 187

## Classifiche
| Classifica (2007)      | Posizione più alta |
| ---------------------- | ------------------ |
| U.S. Billboard Hot 100 | 95                 |
| U.S. Billboard Pop 100 | 79                 |
| Francia                | 28                 |